# پادگن ویژه پروستات
پادگن ویژه پروستات یا تومور مارکر سرطان پروستات یا در اختصار پزشکی پی‌اس‌اِی (به انگلیسی: PSA)، پروتئینی است که به طور طبیعی توسط غدهٔ پروستات در مردان ساخته می‌شود. پروستات غده‌ای کوچک زیر مثانه است که بخشی از مایع منی را تولید می‌کند. مقدار کمی از این پروتئین وارد خون می‌شود و پزشکان می‌توانند با آزمایش خون میزان آن را اندازه‌گیری کنند. سطح پی‌اس‌اِی در خون معمولاً پایین است، اما اگر پروستات بزرگ یا ملتهب شود، یا اگر تومور سرطانی در آن شکل بگیرد، مقدار پی‌اس‌اِی می‌تواند بالاتر از حد معمول برود. به همین دلیل، آزمایش پی‌اس‌اِی بیشتر برای بررسی سلامت پروستات و به‌ویژه غربالگری یا پیگیری سرطان پروستات استفاده می‌شود. البته بالا بودن پی‌اس‌اِی همیشه به معنی سرطان نیست، چون عواملی مثل عفونت، التهاب یا حتی سن بالا هم می‌توانند باعث افزایش آن شوند، بنابراین تفسیر نتیجهٔ آزمایش باید همراه با معاینه و آزمایش‌های تکمیلی انجام شود.
پادگن ویژه پروستات که با عنوان گاما سمینوپروتئین یا (kallikrein-3) نیز شناخته می‌شود، یک گلیکوپروتئین است که در انسان توسط ژن KLK3 کدگذاری می‌شود. پی‌اس‌اِی یک عضو خانواده مربوط به پپتیداز kallikrein است و توسط سلول‌های اپی‌تلیال در غده پروستات ترشح می‌شود. پی‌اس‌اِی در زمان انزال، اسپرم درون مایع منی را وادار به شنا می‌نماید. نیز اعتقاد بر این است که با حل کردن مخاط دهانه رحم، ورود اسپرم به داخل رحم را آسان می‌نماید.

## سطح خونی
پی‌اس‌اِی یا تومور مارکر سرطان پروستات در مقادیر بسیار کم، درون سرم همه مردان دارای پروستات سالم وجود دارد، اما اغلب در حضور سرطان پروستات یا دیگر اختلالات پروستات مقدار آن بالا خواهد بود. اندازه‌گیری این پادگن برای تشخیص سرطان پروستات و پیگیری درمان آن مفید است و در مردان بالای چهل سال توصیه می‌شود.

## غربالگری
توصیه می‌گردد که مردان سالانه به‌منظور غربالگری این بیماری، با استفاده از معاینهٔ پروستات با انگشت از راه مقعد (DRE) و آنتی‌ژن اختصاصی پروستات (پی‌اس‌اِی) در خون، اقدام کنند. میزان بالای PSA (بیش‌تر از 4 ng/ml) می‌تواند نشان‌دهندهٔ وجود سرطان پروستات یا دیگر شرایط غیرسرطانی پروستات باشد. با این‌حال در ۱۰٪ موارد سرطان پروستات میزان پی‌اس‌اِی به بیش‌تر از این مقدار افزایش پیدا نمی‌کند. محققان به این نتیجه رسیده‌اند که مؤثرترین استراتژی این است که آزمایش PSA در ۴۰ سالگی آغاز شود و در ۴۵ سالگی و ۵۰ سالگی تکرار شود و پس از آن هر ۲ سال یکبار تکرار شود. در افراد با پی‌اس‌اِی بالا نمونه برداری و سونوگرافی پروستات توصیه می‌شود.

## ترکیب پادگن ویژه پروستات در خون
آنتی‌ژن اختصاصی پروستات (پی‌اس‌اِی) می‌تواند در فرم‌های گوناگونی در خون وجود داشته باشد. به اندازه‌گیری عادی این مارکر، PSA کل (به انگلیسی: Tpsa) گفته می‌شود. بخشی از پی‌اس‌اِی در خون آزاد است و بخشی از PSA می‌تواند با مولکول‌های دیگر ترکیب شود که به آن Cpsa یا PSA مرکب گفته می‌شود. بیشتر پی‌اس‌اِی موجود در پلاسما به پروتئینهای پلاسما (مانند مهارکنندهٔ آلفا-۱ پروتئاز) متصل می‌شود. اندازه‌گیری پی‌اس‌اِی آزاد (free PSA) شاخص دقیق تری برای سنجش وضعیت پروستات است.
اغلب روش‌های اندازه‌گیری پادگن در خون بر اساس سنجش ایمنی شناختی پایه‌گذاری شده‌اند؛ در این روش‌ها از ایجاد کمپلکس پادگن-پادتن برای تعیین مقدار پی‌اس‌اِی استفاده می‌شود.